# Moigny-sur-École
Moigny-sur-École és un municipi francès, situat al departament de l'Essonne i a la regió de Illa de França. L'any 2007 tenia 1.252 habitants.
Forma part del cantó de Mennecy, del districte d'Évry i de la Comunitat de comunes des 2 Vallées.

## Demografia

### Població
El 2007 la població de fet de Moigny-sur-École era de 1.252 persones. Hi havia 474 famílies, de les quals 100 eren unipersonals (48 homes vivint sols i 52 dones vivint soles), 151 parelles sense fills, 211 parelles amb fills i 12 famílies monoparentals amb fills.
La població ha evolucionat segons el següent gràfic:
Habitants censats

### Habitatges
El 2007 hi havia 576 habitatges, 475 eren l'habitatge principal de la família, 59 eren segones residències i 43 estaven desocupats. 556 eren cases i 9 eren apartaments. Dels 475 habitatges principals, 422 estaven ocupats pels seus propietaris, 34 estaven llogats i ocupats pels llogaters i 19 estaven cedits a títol gratuït; 4 tenien una cambra, 28 en tenien dues, 85 en tenien tres, 98 en tenien quatre i 261 en tenien cinc o més. 391 habitatges disposaven pel capbaix d'una plaça de pàrquing. A 188 habitatges hi havia un automòbil i a 253 n'hi havia dos o més.

### Piràmide de població
La piràmide de població per edats i sexe el 2009 era:
| Homes | Edats   | Dones |
| ----- | ------- | ----- |
| 0     | 95 o +  | 4     |
| 4     | 90 a 94 | 4     |
| 4     | 85 a 89 | 8     |
| 4     | 80 a 84 | 12    |
| 20    | 75 a 79 | 8     |
| 12    | 70 a 74 | 28    |
| 20    | 65 a 69 | 16    |
| 24    | 60 a 64 | 24    |
| 40    | 55 a 59 | 12    |
| 32    | 50 a 54 | 40    |
| 56    | 45 a 49 | 48    |
| 56    | 40 a 44 | 48    |
| 44    | 35 a 39 | 84    |
| 64    | 30 a 34 | 52    |
| 28    | 25 a 29 | 20    |
| 28    | 20 a 24 | 16    |
| 36    | 15 a 19 | 52    |
| 56    | 10 a 14 | 64    |
| 52    | 5 a 9   | 56    |
| 24    | 0 a 4   | 56    |

## Economia
El 2007 la població en edat de treballar era de 814 persones, 628 eren actives i 186 eren inactives. De les 628 persones actives 589 estaven ocupades (301 homes i 288 dones) i 40 estaven aturades (16 homes i 24 dones). De les 186 persones inactives 61 estaven jubilades, 72 estaven estudiant i 53 estaven classificades com a «altres inactius».

### Ingressos
El 2009 a Moigny-sur-École hi havia 494 unitats fiscals que integraven 1.331,5 persones, la mediana anual d'ingressos fiscals per persona era de 24.678 €.

### Activitats econòmiques
Dels 51 establiments que hi havia el 2007, 2 eren d'empreses de fabricació d'altres productes industrials, 13 d'empreses de construcció, 11 d'empreses de comerç i reparació d'automòbils, 2 d'empreses de transport, 4 d'empreses d'hostatgeria i restauració, 1 d'una empresa financera, 4 d'empreses immobiliàries, 10 d'empreses de serveis, 2 d'entitats de l'administració pública i 2 d'empreses classificades com a «altres activitats de serveis».
Dels 18 establiments de servei als particulars que hi havia el 2009, 3 eren tallers de reparació d'automòbils i de material agrícola, 1 paleta, 1 guixaire pintor, 2 fusteries, 4 lampisteries, 2 electricistes, 2 empreses de construcció, 1 perruqueria i 2 restaurants.
Dels 2 establiments comercials que hi havia el 2009, 1 era un supermercat i 1 una peixateria.
L'any 2000 a Moigny-sur-École hi havia 8 explotacions agrícoles que ocupaven un total de 308 hectàrees.

## Equipaments sanitaris i escolars
El 2009 hi havia 1 escola maternal i 1 escola elemental.

## Poblacions més properes
El següent diagrama mostra les poblacions més properes.